# Карвальо Барони, Натан де
Натан де Карвальо Барони (порт.-браз. Natal de Carvalho Baroni; 24 ноября 1945, Белу-Оризонти) — бразильский футболист, правый полузащитник и правый нападающий.

## Карьера
Натан начал играть в футбол в любительской команде «Итау» из байрро Сьюдад Индустриал Жувентину Диас, расположенном в муниципалитете Контажен. В возрасте 13 лет он перешёл в «Крузейро», куда его приглавил скаут клуба Орландо Вассали. В 1964 и 1965 году он выигрывал чемпионат штата среди юниоров. 23 февраля 1965 года футболист дебютировал в основном составе команды в матче с «Казимиру де Абреу» (2:1). 16 декабря 1965 года он дебютировал в официальном матче с клубом «Атлетико Минейро» (2:0). Так нападающий стал игроком команды, которую позже назвали «бессмертный отряд», состоящий из Раула Плассманна, Тостао, Зе Карлоса, Дирсеу Лопеса, Вилсона Пиаццы и самого Натана. В следующем году он забивал голы в ворота «Сантоса» в обоих финальных матчах чемпионата Бразилии, а второй его гол принёс клубу победу в матче и турнире, при этом по ходу встречи «Крузейро» проигрывал 0:2. Годом позже Натал забил да мяча в финальной игре чемпионата штата Минас-Жерайс с «Атлетико Минейро» (3:1), которые принесли клубу победу в турнире. Последний матч за «Крузейро» форвард провёл 29 сентября с «Америкой» (1:2). В это тпериод в клубе он сыграл 150 матчей и забил 71 гол.
В 1971 году Натан перешёл в «Коринтианс», заплативший за трансфер нападающего 117 тыс. крузейро. Причиной трансфера стал конфликт игрока и менеджера клуба Кармине Фурлетти. 9 марта он дебютировал в составе команды в товарищеской игре с «Марилией», где он забил гол с пенальти. За клуб он провёл только 10 матчей (4 победы, 4 ничьи и 2 поражения) и забил 1 гол. После этого он перешёл в «Баию», откуда возвратился в «Крузейро» в 1972 году. Там игрок выступал всего несколько месяцев и опять отбыл в «Баию». В этом клубе за два своих прихода он выиграл два чемпионата штата. Затем выступал за «Виторию», ЭСАБ, «Лондрину», клуб «Америка Минейро» и «Вила-Нова». Он гграл за «Калденсе» c 1979 по 1980 год. Завершил карьеру Натал в возрасте 43 лет, «Демократу», «Валериодосе» и венесуэльский клуб «Депортиво Италия».
Завершив игровую карьеру, он начал карьеру тренерскую, работав с клубами «Сержипи», АБС, «Ремо», «Вила-Нова» и «Маморе». После этого, он устроился продавцом автомобилей. Позже Натал работал скаутом в «Крузейро».

## Международная статистика
| Матчи Натала за сборную Бразилии | Матчи Натала за сборную Бразилии | Матчи Натала за сборную Бразилии | Матчи Натала за сборную Бразилии | Матчи Натала за сборную Бразилии | Матчи Натала за сборную Бразилии | Матчи Натала за сборную Бразилии   |
| -------------------------------- | -------------------------------- | -------------------------------- | -------------------------------- | -------------------------------- | -------------------------------- | ---------------------------------- |
| №                                | Дата                             | Место проведения                 | Оппонент                         | Счёт                             | Голы                             | Турнир                             |
| 1                                | 28 июня 1967                     | Монтевидео                       | Уругвай                          | 2:2                              | -                                | Кубок Рио-Бранко                   |
| 2                                | 1 июля 1967                      | Монтевидео                       | Уругвай                          | 1:1                              | -                                | Кубок Рио-Бранко                   |
| 3                                | 9 июня 1968                      | Сан-Паулу                        | Уругвай                          | 2:0                              | -                                | Кубок Рио-Бранко                   |
| 4                                | 20 июня 1968                     | Варшава                          | Польша                           | 6:3                              | 1                                | Товарищеский матч                  |
| 5                                | 23 июня 1968                     | Братислава                       | Чехословакия                     | 2:3                              | 1                                | Товарищеский матч                  |
| 6                                | 25 июня 1968                     | Белград                          | Югославия                        | 2:0                              | -                                | Товарищеский матч                  |
| 7                                | 30 июня 1968                     | Лоренсу-Маркиш                   | Португалия                       | 2:0                              | -                                | Товарищеский матч                  |
| 8                                | 7 июля 1968                      | Мехико                           | Мексика                          | 2:0                              | -                                | Товарищеский матч                  |
| 9                                | 10 июля 1968                     | Мехико                           | Мексика                          | 1:2                              | -                                | Товарищеский матч                  |
| 10                               | 14 июля 1968                     | Лима                             | Перу                             | 4:3                              | 1                                | Кубок Хорхе Чавеса—Сантоса Думонта |
| 11                               | 11 августа 1968                  | Белу-Оризонти                    | Аргентина                        | 3:2                              | -                                | Товарищеский матч                  |
| 12                               | 31 октября 1968                  | Рио-де-Жанейро                   | Мексика                          | 1:2                              | -                                | Товарищеский матч                  |
| 13                               | 3 ноября 1968                    | Белу-Оризонти                    | Мексика                          | 2:1                              | -                                | Товарищеский матч                  |
| 14                               | 6 ноября 1968                    | Рио-де-Жанейро                   | Сборная мира                     | 2:1                              | -                                | Товарищеский матч                  |
| 15                               | 13 ноября 1968                   | Куритиба                         | Сборная штата Парана             | 2:1                              | -                                | Товарищеский матч                  |

## Достижения
- Чемпион штата Минас-Жерайс: 1965, 1966, 1967, 1968, 1969
- Чемпион Бразилии: 1966
- Обладатель Кубка Рио-Бранко: 1967
- Чемпион штата Баия: 1971, 1973

## Личная жизнь
Женат. Имеет троих детей.
В молодости Натан отличался любовью к богемной жизни. Также он предпочитал ездить на кабриолетах, быть с красивыми женщинами и носить дорогую одежду. Из-за этого поведения, Натана считали в командах безответственным.